# اينزو رولدان
اينزو رولدان (بالإسبانية: Enzo Roldán) هو لاعب كرة قدم أرجنتيني، ولد في 7 ديسمبر 2000.